# Peter Varg
Peter Varg (pseudoniem voor Peter Adriaens) (Aalst, 22 oktober 1959), is een Belgische auteur van fantasyromans en korte verhalen.

## Biografie
Peter Varg werd geboren in Aalst. Hij studeerde af als boekhouder aan de Handelschool te Aalst.
In januari 1987 vertrok hij als ontwikkelingshelper naar Chili. In Pudahuel, een van de armste gemeenten van Santiago, werkte hij in een socio-educatief project. In de sloppenwijken maakt Varg kennis met de gevolgen van de generatiearmoede, het neoliberalisme en het geweld van de agenten van de dictator Pinochet. Hier ziet hij ook een zekere solidariteit. Deze ervaring tekende hem.
In deze wereld vol tegenstellingen leerde Varg zijn vrouw kennen. Zij volgde hem naar Santiago, waar ze voortaan samenwerkten in Vargs project en waar ook hun dochter geboren werd.

## Schrijfstijl
Varg heeft een rijk taalgebruik. Zijn manier van schrijven geeft een meerwaarde aan zijn boeken die bevolkt zijn met magische wezens. Zijn persoonlijke filosofie en visie op de maatschappij vormen de duidelijk aanwezige onderbouw van zijn verhalen.

### Kukulkans meesterplan
In de fantasytrilogie Kukulkans meesterplan schept Varg een nieuw universum waarin de strijd tussen de Leegte, die de schepping heeft gedroomd en Akash, de Waanzinnige God, uitgevochten wordt door de gewone mensen die nooit om al die ellende hebben gevraagd.
- Peter Varg, Kukulkans Meesterplan, Boek I - De Jaguarkrijger (2017) - Uitgeverij: Celtica Publishing ISBN 978-94-91300-70-7
- Peter Varg, Kukulkans Meesterplan, Boek II – De Weerbeer (2018) – Uitgeverij: Celtica Publishing ISBN 978-94-91300-77-6
- Peter Varg, Kukulkans Meesterplan, Boek III - De Zoon van de Slang (2020) - Uitgeverij: Celtica Publishing ISBN 978-94-91300-90-5
- Spaanse versie van De Jaguarkrijger, Peter Varg - El Plan Maestro de Kukulkan - Libro I - El Guerrero Jaguar (2023) - Aurea Ediciones ISBN 978-956-6183-34-1
- Spaanse versie van De Weerbeer, Peter Varg - El Plan Maestro de Kukulkan - Libro II - El Hombre Oso (2024) - Aurea Ediciones ISBN 978-956-6386-57-5

### Droomsels van de Leegte
In deze bundel met korte verhalen laat Varg het universum van de Leegte zien door de ogen van imaginaire personages die in zijn boeken een bijrol hebben of die voor een of andere reden niet uitgegroeid zijn tot romanfiguur.
- Peter Varg, Droomsels van de Leegte (2017) – Uitgeverij: Celtica Publishing ISBN 978-94-91300-79-0

### De Boomridder
De Boomridder is een bundel met darkfantasyverhalen over de eindtijd. Varg biedt ons een intrigerend inkijkje in de wereld van zijn trilogie Kukulkans Meesterplan.
- Peter Varg, De Boomridder (2018) – Uitgeverij: Celtica Publishing ISBN 978-94-91300-89-9

### Geheimen van stof en zand
In de verhalenbundel Geheimen van stof en zand laat Peter Varg zijn bijzondere fantasie de vrije loop. De vijf vertellingen die de bundel bevat, kunnen het best benoemd worden als dark fantasy. Ze zijn duister en raadselachtig en worden bevolkt door fantastische wezens. Het thema van verval is alom tegenwoordig en enkel een goede dosis zwarte humor zorgt voor wat licht.
- Peter Varg, Geheimen van stof en zand (2022) - Uitgeverij: Celtica Publishing ISBN 978-94-93158-40-5

### Apocalypso - Verhalen van Eos
"Apocalypso – Verhalen van Eos" is het zevende boek van Peter Varg bij Celtica Publishing. Alle verhalen in deze bundel zijn verbonden door twee kenmerkende elementen: Peters meesterlijke vermogen om unieke en bizarre werelden te scheppen en zijn duistere fantasie die elk verhaal een intrigerende diepte geeft.
- Peter Varg, Apocalypso - Verhalen van Eos (2025) - Uitgeverij: Celtica Publishing ISBN 9789493158788